# Laufen-Uhwiesen
Laufen-Uhwiesen (toponimo tedesco) è un comune svizzero di 1 650 abitanti del Canton Zurigo, nel distretto di Andelfingen.

## Storia
Il comune è stato istituito nel 1840 per scorporo da quello di Flurlingen.

## Monumenti e luoghi d'interesse

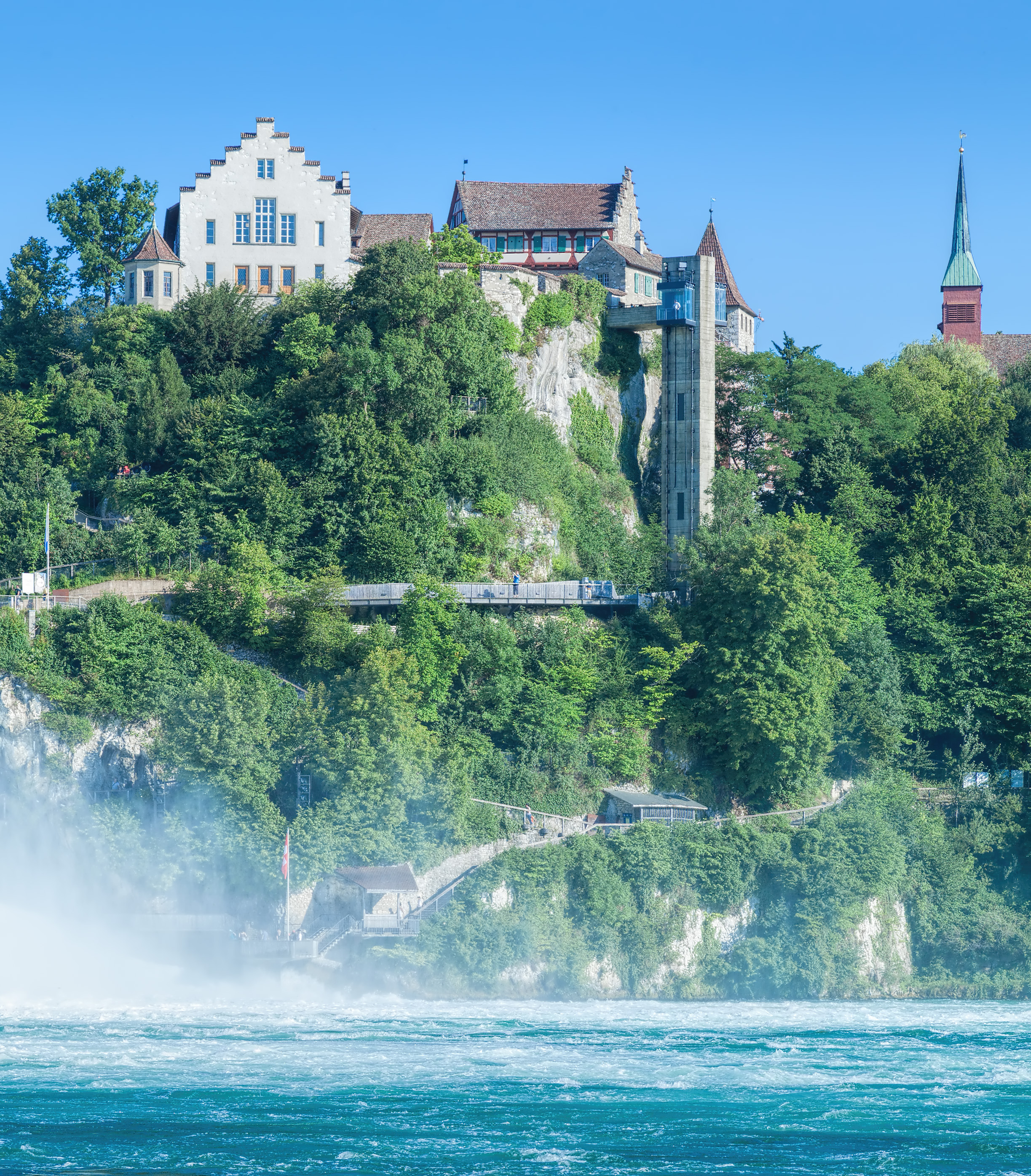
Il castello di Laufen e le cascate del Reno

- Chiesa riformata di Sant'Ilario, attestata dal 1155[1];
- Castello di Laufen;
- Cascate del Reno.

## Società

### Evoluzione demografica
L'evoluzione demografica è riportata nella seguente tabella:
Abitanti censiti

## Infrastrutture e trasporti

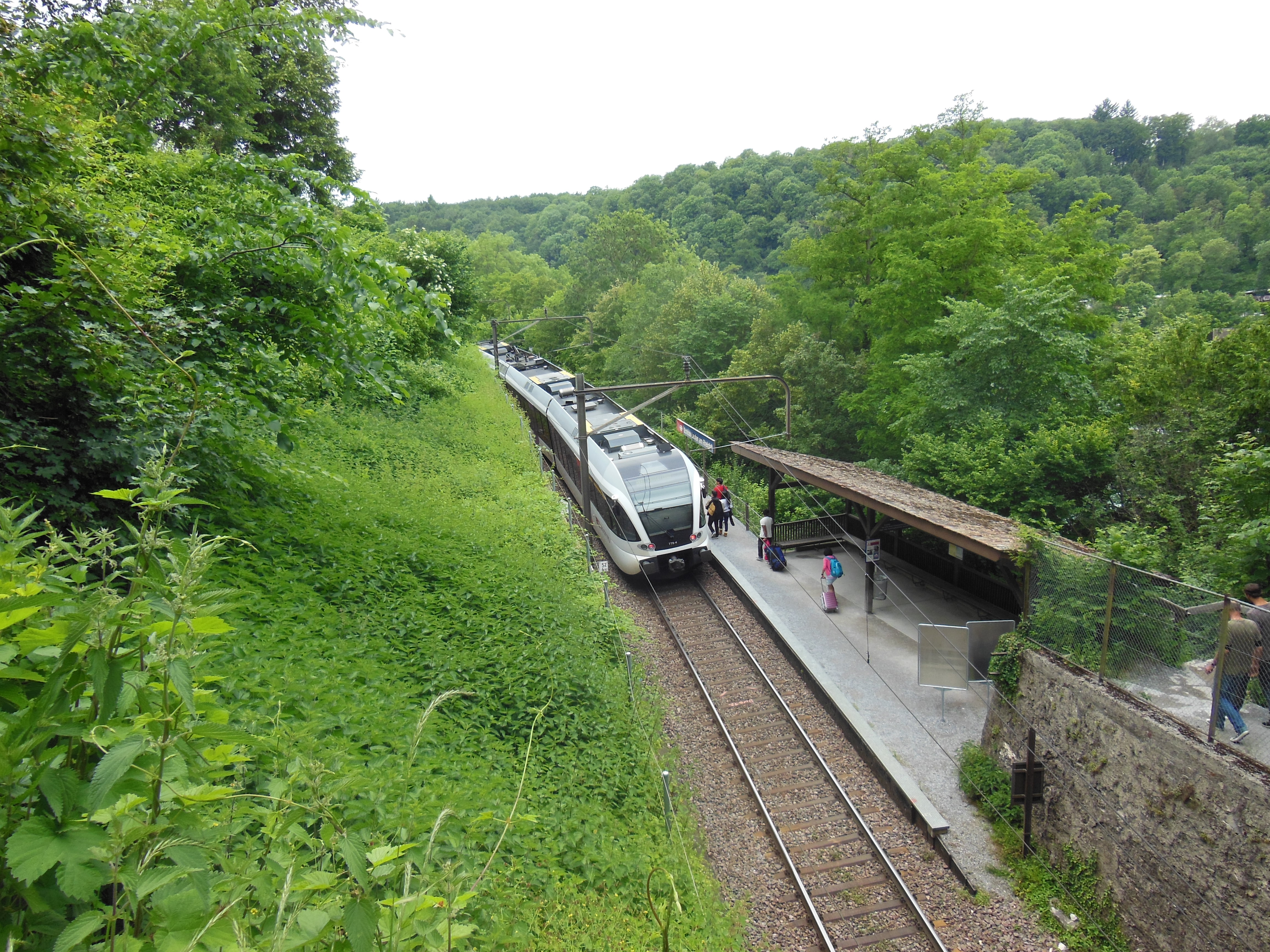
La stazione di Schloss Laufen am Rheinfall

Laufen-Uhwiesen è servito dalla stazione di Schloss Laufen am Rheinfal sulla ferrovia Winterthur-Sciaffusa.

## Amministrazione
Ogni famiglia originaria del luogo fa parte del cosiddetto comune patriziale e ha la responsabilità della manutenzione di ogni bene ricadente all'interno dei confini del comune.